# Baronnie de la Estamira
après 1230 – 1429
Entités précédentes :
- Empire byzantin

Entités suivantes :
- Despotat de Morée

La baronnie de la Estamira ou Stamira est un fief franc médiéval de la principauté d'Achaïe, situé dans les plaines fertiles de la région d'Élide, dans la péninsule du Péloponnèse, en Grèce, et ayant pour siège la forteresse aujourd'hui disparue de la Estamira (également connue sous les noms d'Estamirra, Stamirra, puis Stamero ou Stamiro, grec moderne : Στάμηρον).

## Histoire
La baronnie de la Estamira ne fait pas partie des baronnies initiales en lesquelles la principauté d'Achaïe est divisée par les croisés après la conquête du Péloponnèse. En effet, elle est créée, quelque temps après 1230, à partir d'un territoire faisant initialement partie du domaine princier. Elle comprend 12 fiefs chevaleresques et est accordée à Geoffroy Chauderon, probablement d'origine champenoise, qui est également Grand Connétable de la Principauté., Geoffroy meurt en 1278 et son fils, Jean Chauderon, lui succède à la fois comme baron et comme Connétable. Une fille, dont aucune autre information n'est connue, est également mentionnée, qui est envoyée à Constantinople en 1261 comme otage à la cour byzantine., Outre Estamira, Jean acquiert également la possession de Roviáta, ainsi que d'autres terres en Italie, dont une partie est échangée en 1289 avec Hugues, comte de Brienne, contre la forteresse de Beauvoir (Pontikókastron). On sait qu'il n'a qu'une fille, Bartholomée, qui lui succède à la tête de certains de ses domaines en 1294., Le sort de la baronnie n'est pas clair, mais il semble qu'à un moment donné elle retourne au sein du domaine princier ; en 1315-1316, elle est sous le contrôle des forces de Ferdinand de Majorque.
Enfin, à la fin du XIVe siècle, probablement en 1370, le prince Philippe III cède la baronnie, ainsi que le titre de Grand Connétable, à Centurione Ier Zaccaria (en).,, La baronnie reste sous le contrôle de la famille Zaccaria jusqu'à la chute de la principauté aux mains des Byzantins du Despotat de Morée en 1429. Théodora Tocco, épouse du despote Constantin Paléologue, meurt à Stameron/Estamira (souvent confondu avec le château de Santaméri) en novembre 1429. The castle of Estamira is reported as being in ruins in 1467 ; son emplacement est aujourd'hui oublié, mais il devrait se trouver à l'est de l'actuelle ville de Gastoúni.

## Liste des barons de la Estamira
- Geoffroy Chauderon (v.1230-1278) ;
- Jean Chauderon (1278-1294) ;
- Centurione Ier Zaccaria (en) (1370-1382) ;